# Braid (álbum)
Braid es el primer EP de la banda estadounidense de Metal alternativo y Nu metal Nothingface, editado en 1993. Este EP marcó el inicio de la banda.

## Lista de canciones
| N.º   | Título         | Duración |  |
| 1.    | «On the Edge»  | 3:05     |  |
| 2.    | «Prayer»       | 3:56     |  |
| 3.    | «Confusion»    | 6:00     |  |
| 4.    | «Damage»       | 3:35     |  |
| 5.    | «Fast as Fuck» | 4:13     |  |
| 6.    | «Circle»       | 3:11     |  |
| 23:20 |                |          |  |